# Милі ошуканки
Милі ошуканки (англ. Pretty Little Liars) — американська телевізійна молодіжна драма, заснована на однойменній серії романів письменниці Сари Шепард. Прем'єра телесеріалу відбулася на каналі «Freeform» (в той час «ABC Family») 8 червня 2010. Спочатку було вирішено випустити 10 епізодів, але 28 червня канал вирішив продовжити перший сезон в зв'язку з високими рейтингами серіалу і замовив ще 12.
4 жовтня 2012 року ABC Family продовжив шоу на четвертий сезон, а 26 березня 2013 року на п'ятий. Також було оголошено, що замовлений спіноф серіалу під назвою «Рейвенсвуд», який вийшов в жовтні 2013 року. 10 червня 2014 року, в день прем'єри п'ятого сезону, Freeform продовжив серіал відразу на два наступні сезони. У серпні 2016 року було оголошено, що сьомий сезон буде останнім. У вересні 2017 року було замовлено другий спін-офф під назвою Милі ошуканки: Перфекціоністки.

## Сюжет
Чотири подруги зустрічаються через рік після того, як зникла Елісон — спільна подруга четвірки. Вона не просто зникла, а прямо-таки випарувалася під час однієї з ночівель подруг. Незабаром Елісон знаходять мертвою, а подруги починають отримувати повідомлення, підписані всього однією літерою «А». Немає нічого дивного, що подруги докладають усіх зусиль, щоб вирахувати, хто ховається за буквою. Однак завдання виявляється непростим. У своїх посланнях незнайомець розкриває факти, які подруги приховували навіть одна від одної. Вони далеко не горіли бажанням розкривати свої таємниці, але послання продовжують надходити, а пізніше подруги дізнаються, що є не першими жертвами «А».

## В ролях
| Актор             | Персонаж          | Сезони     | Сезони     | Сезони    | Сезони     | Сезони     | Сезони    | Сезони     |            |
| Актор             | Персонаж          | 1          | 2          | 3         | 4          | 5          | 6         | 7          |            |
| ----------------- | ----------------- | ---------- | ---------- | --------- | ---------- | ---------- | --------- | ---------- | ---------- |
| Тройен Беллісаріо | Спенсер Гастінгс  | Регулярно  | Регулярно  | Регулярно | Регулярно  | Регулярно  | Регулярно | Регулярно  |            |
| Ешлі Бенсон       | Ганна Марін       | Регулярно  | Регулярно  | Регулярно | Регулярно  | Регулярно  | Регулярно | Регулярно  |            |
| Люсі Гейл         | Арія Монтгомері   | Регулярно  | Регулярно  | Регулярно | Регулярно  | Регулярно  | Регулярно | Регулярно  |            |
| Шей Мітчелл       | Емілі Філдс       | Регулярно  | Регулярно  | Регулярно | Регулярно  | Регулярно  | Регулярно | Регулярно  |            |
| Саша Пітерс       | Елісон ДіЛорентіс | Регулярно  | Регулярно  | Регулярно | Регулярно  | Регулярно  | Регулярно | Регулярно  |            |
| Ієн Гардінг       | Езра Фітц         | Регулярно  | Регулярно  | Регулярно | Регулярно  | Регулярно  | Регулярно | Регулярно  |            |
| Лора Лейтон       | Ешлі Марін        | Регулярно  | Регулярно  | Регулярно | Регулярно  | Регулярно  | Регулярно | Гостя      | Гостя      |
| Голлі Марі Комбс  | Елла Монтгомері   | Регулярно  | Регулярно  | Регулярно | Гостя      | Гостя      | Період.   | Гостя      | Гостя      |
| Чад Лоу           | Байрон Монтгомері | Регулярно  | Регулярно  | Регулярно | Гість      | Гість      | Період.   | Гість      | Гість      |
| Джанель Перріш    | Мона Вондервол    | Періодично | Періодично | Регулярно | Регулярно  | Регулярно  | Регулярно | Регулярно  |            |
| Тайлер Блекберн   | Калеб Ріверс      | Періодично | Періодично | Регулярно | Регулярно  | Регулярно  | Регулярно | Регулярно  |            |
| Б'янка Лоусон     | Мая Сен-Жермен    | Регулярно  | Регулярно  | Гостя     |            |            |           |            |            |
| Торрі ДеВітто     | Мелісса Гастінгс  | Регулярно  | Регулярно  | Гостя     | Періодично | Періодично | Гостя     | Гостя      |            |
| Кіген Аллен       | Тобі Кавано       | Регулярно  | Регулярно  | Регулярно | Регулярно  | Регулярно  | Регулярно | Періодично | Періодично |

## Ошуканки

### Спенсер Гастінгс
Вважається «фактичною лідеркою» групи, Спенсер Гастінгс – розумна, надзвичайно амбітна та прагне до досконалості у всьому, що робить, намагаючись виправдати високі сподівання своїх батьків. Найбільшою суперницею Спенсер є її старша сестра Мелісса, і вони постійно за щось сваряться. Їхні стосунки часто погіршуються через те, що Спенсер має звичку закохуватися в хлопців Мелісси. У першому сезоні вона починає стосунки з однокурсником і напруженим студентом Розвуд Тобі Кавано. У серіалі виявляється, що Спенсер є біологічною донькою Мері Дрейк і сестрою Шарлотти Дрейк.

### Арія Монтгомері
Арія Монтгомері вважається «альтернативною» в групі, більш відвертою в моді та в тому, що вона вважає прийнятною поведінкою. Після року життя в Ісландії вона повертається до Роузвуда зі своєю родиною. Перед смертю Елісон вони з Елісон виявили, що батько Арії мав роман з однією зі своїх колишніх учениць, Мередіт, яка стала його колегою в коледжі Голліс. Елісон заохочує Арію розповісти своїй матері правду, але замість цього Арія неохоче погоджується зберігати таємницю свого батька. Крім того, вона виявляється пов’язаною зі своїм учителем англійської мови в старшій школі, Езрою Фітцом, після того, як порозважалася з ним у ванній пабу та виявила, що він був її вчителем англійської в перший день у школі.

### Ганна Марін
Гарненька та жорстока Ганна Марін є «IT дівчиною» групи, яка зайняла місце Елісон як найпопулярнішої дівчини в старшій школі. До смерті Елісон Ганна страждала на булімію, через що Елісон часто її дражнила. Після розлучення батьків Ганна постійно живе з мамою. Вона почувається зрадженою батьком, який одружився вдруге, і погано ладнає з його новою дружиною та дочкою. Коли мати Ганни потрапляє у фінансову скруту, вона викрадає тисячі доларів із банку, у якому працювала, і Ганна змушена зберігати таємницю.

### Емілі Філдс
«Спортсменка» групи, Емілі Філдс є дуже конкурентоспроможною плавчинею, яку вважають зіркою команди Роузвуда з плавання. Вона показана як мила і сором'язлива. Недовго Емілі живе з Ганною, після того як її мати переїжджає в Техас до батька Емілі, який дислокується у Форт-Худ. Вона починає сумніватися у своїй організації через свої почуття до Елісон, але пізніше приймає той факт, що вона лесбійка, і починає зустрічатися з дівчатами. Зрештою вона починає стосунки з Сарою Гарві, поки не виявляє, що та є союзницею антагоніста.

### Елісон ДіЛорентіс
Колишня «бджолина королева», Елісон ДіЛорентіс була найпопулярнішою дівчиною в школі до свого зникнення та ймовірної смерті. Попри те, що вона дбала про своїх подруг, їй подобалося використовувати їхні найпотаємніші таємниці проти них, щоб тримати їх у покорі. Чарівна та маніпулятивна, Елісон вміла знаходити способи шантажувати кожного, і багато людей її ненавиділи. Вона знала секрети всіх, але після того, як її не стало, її подруги починають усвідомлювати, як мало вони знали про неї. Виявляється, що вона жива і втікає від "А.".

## Сезони
| Сезон | Сезон | Епізоди | Оригінальна дата показу | Оригінальна дата показу |
| Сезон | Сезон | Епізоди | Прем'єра сезону         | Фінал сезону            |
| ----- | ----- | ------- | ----------------------- | ----------------------- |
|       | 1     | 22      | 8 червня 2010           | 21 березня 2011         |
|       | 2     | 25      | 14 червня 2011          | 19 березня 2012         |
|       | 3     | 24      | 5 червня 2012           | 19 березня 2013         |
|       | 4     | 24      | 11 червня 2013          | 18 березня 2014         |
|       | 5     | 25      | 10 червня 2014          | 24 березня 2015         |
|       | 6     | 20      | 2 червня 2015           | 15 березня 2016         |
|       | 7     | 20      | 21 червня 2016          | 27 червня 2017          |

## Виробництво

### Перезавантаження
У травні 2020 року Люсі Гейл поговорила про можливий художній фільм із акторським складом оригінальної серії. Вона також пояснила ще одну спіноф-серію, в якій будуть представлені нові персонажі, і Гейл виконуватиме роль продюсерки. У вересні 2020 року було оголошено, що Роберто Аґірре-Сакаса розробляє перезавантаження Милі ошуканки: Первородний гріх з новими персонажами.